# Ernst Urs Trüeb

Ernst Urs Trüeb (ca. 1972)

Ernst Urs Trüeb (* 27. November 1924 in Winterthur; † 23. September 2015 in Turbenthal; heimatberechtigt in Winterthur und Neftenbach) war ein Schweizer Kulturingenieur und Professor an der ETH Zürich.

## Leben
Nach seinem Studium als Kulturingenieur an der ETH Zürich erwarb Ernst Trüeb das Patent als Grundbuchgeometer. Er arbeitete von 1949 bis 1951 an Kanalisations- und Wasserversorgungsprojekten im Ingenieurbüro Hofmann in Elgg und von 1951 bis 1971 bei den Gas- und Wasserwerken in Winterthur, deren Direktor er im Jahr 1964 wurde. Im Jahr 1972 wurde er vom Bundesrat zum ordentlichen Professor für Siedlungswasserwirtschaft an der ETH Zürich gewählt, wo er sich in der Folge nicht nur als Professor, sondern auch als Vorsteher des Instituts für Hydromechanik und Wasserwirtschaft und der Abteilung für Kulturtechnik für das Gebiet und dessen Weiterentwicklung in Lehre und Forschung engagiert einsetzte. Im Jahr 1992 wurde er emeritiert.

## Lehre und Forschung
Trüeb hat vielen Generationen von angehenden Bau- und Kulturingenieuren die Grundlagen einer modernen, ganzheitlichen Wasserwirtschaft und des Gewässerschutzes vermittelt, wobei er namentlich auch aus seiner umfangreichen Praxiserfahrung schöpfen konnte. In der Forschung beschäftigte er sich hauptsächlich mit den für die Trinkwasserversorgung in der Schweiz zentralen Grundwasservorkommen und deren nachhaltiger Bewirtschaftung. Er schuf die kartografischen Grundlagen für die Versorgung im Krisenfall. Von 1972 bis 1988 war er zudem Leiter des Nationalen Forschungsprogramms «Grundlegende Probleme des schweizerischen Wasserhaushalts» (NFP 02).
Über seine Tätigkeit als Lehrer und Forscher hinaus hat er als Mitglied zahlreicher Kommissionen und als Berater einen massgeblichen Einfluss auf die Lösung drängender Fragen im Bereich der Wasserwirtschaft ausgeübt.

## Ehrungen
- 1974 Ehrenmitglied des Schweizerischen Vereins des Gas- und Wasserfaches
- 1982 Ehrenmitglied der International Water Supply Association
- 1984 Ehrendoktorwürde der Technischen Universität Graz

## Publikationen (Auswahl)
- Die Wasserversorgung der Schweiz im Jahre 2000. Schweizerischer Verein des Gas- und Wasserfaches (SVGW), Zürich 1973.
- Siedlungswasserwirtschaft in der Schweiz. Eine Standortbestimmung der achtziger Jahre. Festschrift zum Anlass: 100 Jahre Vereinigung der Wasserversorgungsfachleute und 60. Geburtstag Ernst Trüeb. Schweizerischer Verein des Gas- und Wasserfaches (SVGW), Zürich 1984.